# 강초아
강초아는 대한민국의 중국어 번역가이다. 한국외국어대학교 중국어과를 졸업하고, 출판사에 다니며 다양한 종류의 책을 만들었다.
현재 번역집단 실크로드에서 중국어 전문 번역가로 활동하고 있다. 번역한 잭으로 《13.67》, 《망내인》, 《디오게네스 변주곡》 등 찬호께이 작가의 작품과 하오징팡의 소설집 《고독 깊은 곳》이 있다.

## 저작
- 친호께이 작품
  - 13.67
  - 기억나지 않음, 형사
  - 디오게네스 변주곡
  - 망내인
  - 스텝
  - 염소가 웃는 순간
  - 풍선인간

- 고독 깊은 곳(하오징팡)
- 교육엄마(천메이링)
- 낯선 경험(천단칭)
- 등려군(장제)
- 버추얼 스트리트 표류기(미스터 펫)
- 우울증 남자의 30시간(구거)
- 잊지 못할 책읽기 수업(양즈량)
- 진시황은 열사병으로 죽었다(허나이칭)
- 집과 수업(장웨란 외, 공역)